# Joachim Strupp

Darstellung einer ägyptischen Mumie in Joachim Strupps Consens…, 1574

Joachim Strupp, auch bekannt als Joachim Struppius, Joachim Strüppe sowie als Joachim Strupp von Gelnhausen, fälschlich auch Johann(es) Strupp (* 6. April 1530 in Grünberg; † 18. Juni 1606 in Darmstadt), war Stadtarzt, Leibarzt und Verfasser medizinischer Schriften.

## Leben
Nach seinem Studium in Marburg und Wittenberg war Strupp als Lehrer am Hof des hessischen Landgrafen tätig und anschließend als Arzt in Friedberg. Von 1563 bis 1575 war Strupp Stadtphysicus in Frankfurt am Main und trat dann in Heidelberg als Leibarzt in die Dienste des Kurfürsten Ludwig VI. von der Kurpfalz. Neben seiner ärztlichen Tätigkeit war er zudem kurfürstlicher Bibliothekar und als Präzeptor für die Erziehung des Kurprinzen, des späteren Friedrich IV. und der Prinzessin Christine von der Pfalz zuständig. Für sie verfasste er 1583 ein Hofschulbuch, das bis heute in der Universitätsbibliothek Heidelberg erhalten ist. Später bekleidete er in der Landgrafschaft Hessen-Darmstadt den Posten des Leibarztes des Landgrafen Ludwig V. Dr. med. Joachim Strupp wurde 1598 mit dem Bergwerk zu Ober-Ramstadt und einer Hofreite am Markt zu Darmstadt samt Burgfreiheit belehnt. In seiner Geburtsstadt Grünberg ist eine Straße nach Joachim Struppius benannt.

## Werk
Strupp war nicht nur als besonders an der Augenheilkunde interessierter Arzt tätig, sondern verfasste zudem eine Reihe medizinischer Fachbücher, darunter 1573 eine bahnbrechende Schrift zur Hygiene. Speziell sein 1574 erschienenes Werk Consens Der fürnembsten, beide Alten vnnd Newen Historienschreiber, auch Medicorum, von etlichen köstlichen hochnötigen fremden Artzneien ist für Historiker von Interesse; dieses Buch, das sich mit den Möglichkeiten der Nutzung ägyptischer Mumien als Grundlage für die Herstellung von Medikamenten befasst, enthält die erste realistische, eindeutig nach der Natur gestaltete Abbildung einer solchen Mumie. Dem Begleittext zufolge handelte es sich dabei um ein Beutestück aus der Seeschlacht von Lepanto; die Besatzung eines osmanischen Schiffes hatte die Mumie als Maskotte mitgeführt.
An der 1570 erschienenen antijüdischen Schrift In Iudaeorum Medicastorum calumnias et homicidia von Georg Marius war Strupp beteiligt und hatte sie Thomas Erast gewidmet.